# Sân bay Ciudad Constitución
Sân bay Ciudad Constitución (IATA: CUA, ICAO: MMDA) là một sân bay nằm cách quận kinh doanh trung tâm của thành phố Ciudad Constitución 6 km về phía đông, Baja California Sur, México. Thành phố này nằm ở thung lũng Santo Domingo, trung tâm bang. Sân bay này chủ yếu được sử dụng làm sân bay hàng không tổng hợp. Sân bay Ciudas Constitución doComondú quản lý vận hành nhưng ngày 9 tháng 10 năm 2007, đơn vị Aéreo Servicio Guerrero được ủy quyền qunr lý và sử dụng sân bay này.

## Các hãng hàng không
- Aéreo Calafia (Cabo San Lucas, Ciudad Obregón, Culiacán, Los Mochis)
- Aéreo Servicio Guerrero (Los Mochis)